# Pieve di Sant'Antonino a Socana
La pieve di Socana è un edificio sacro del comune di Castel Focognano che si trova in località Pieve a Socana. Insieme all'area archeologica di epoca etrusca, si trova nella parte meridionale della vallata del Casentino.

## Storia e Descrizione
La Pieve medievale sorge in un luogo di importanza sacra per moltissimi secoli, esempio fra i più convincenti di tale continuità: infatti la chiesa si impiantò sui resti di un preesistente santuario etrusco, di cui si vedono, dietro l'abside della chiesa, i resti tra cui l'ara sacrificale.

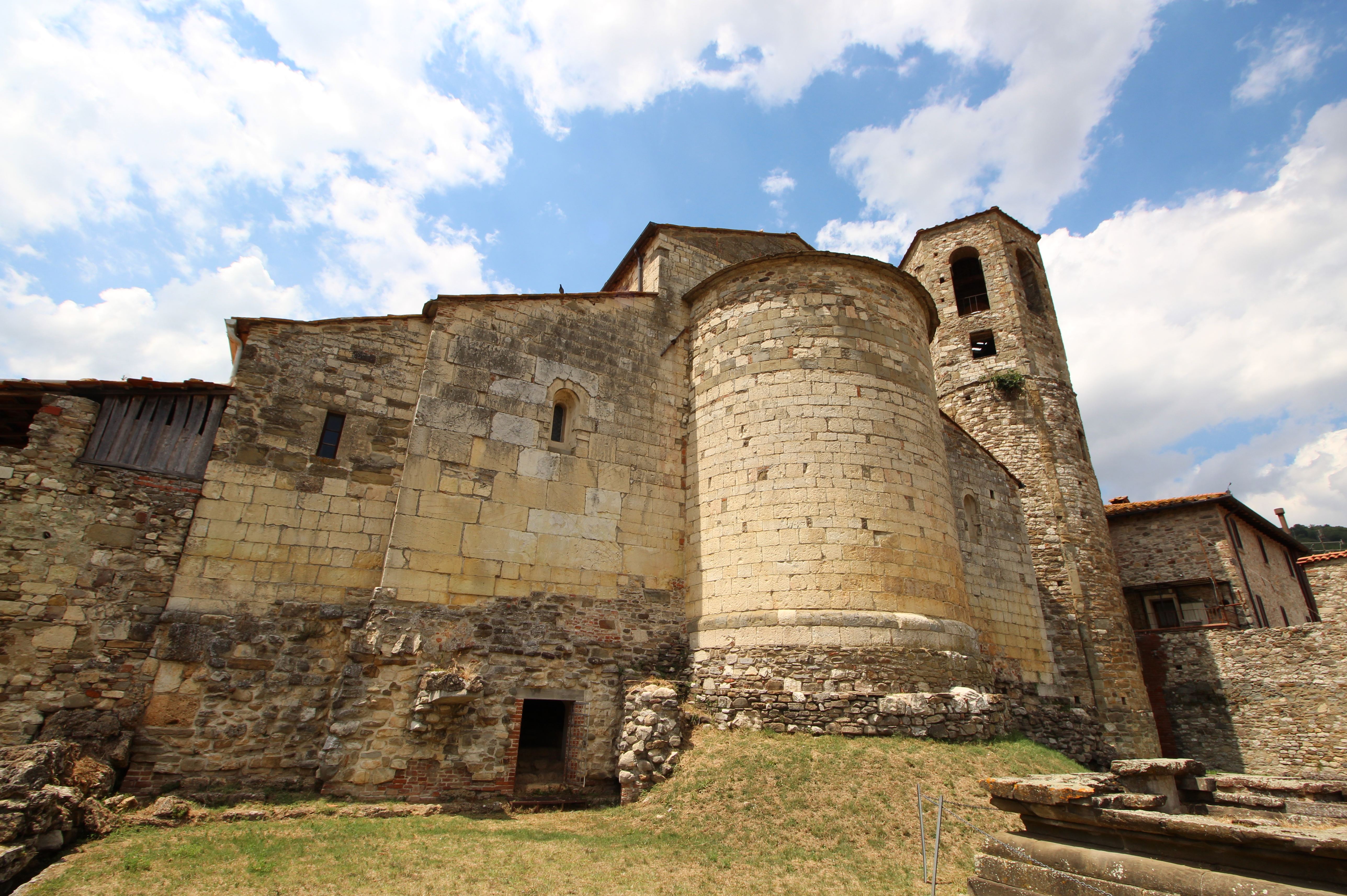
Castel Focognano, Pieve di Sant'Antonino a Socana, esterno dell'abside con l'area archeologica.

In epoca etrusca, e durante tutto il Medioevo, il Casentino era collegato con la città di Arezzo dalla via "delle Pievi Battesimali" (studi prof. Alberto Fatucchi) che, procedendo lungo la riva sinistra del fiume Arno, attraversava la vallata e si ramificava nelle valli secondarie per raggiungere la Romagna, il Mugello e il Fiorentino. In questo territorio si trovano due tra i più importanti santuari etruschi del centro Italia: uno è il Lago degli Idoli, l'altro è il santuario di Pieve a Socana. Significativa è la toponomastica, di origine etrusca e romana, lungo tutta la valle dell'Arno; la parola Socana sembra derivare dal nome etrusco di persona Saucni, Rassina, nome che qualifica il capoluogo comunale e il torrente che scorre nella valle che conduce a Chiusi della Verna, viene ricondotto all'etrusco Rasenna, Rasna o Rasini, che è il termine con cui gli Etruschi indicavano loro stessi.
La presenza etrusca a Socana era nota fin dagli anni venti e trenta del Novecento, quando furono rinvenuti alcuni reperti nel terreno retrostante la chiesa, ma solo in occasione dei lavori di ristrutturazione della chiesa, avvenuti tra il 1969 e il 1974, nell'area attorno all'abside sono stati ritrovati i resti dell'altare sacrificale, le mura del recinto sacro assieme a mura di epoca medioevale e i resti di due absidi laterali. L'ara è realizzata in blocchi di pietra arenaria, tenuti insieme con grappe in piombo, presenta modanature lungo tutto il suo profilo e, dal punto di vista cronologico, dovrebbe risalire alla seconda metà V secolo a.C. L'altare, in ottimo stato di conservazione anche se in parte ricostruito rimontando assieme alcune parti rinvenute nei muri circostanti, è collocato all'interno di un recinto sacro, costituito da grandi blocchi squadrati. Si presenta simile all'ara del tempio C della città etrusca di Misa, nei pressi di Marzabotto e ciò attesta i rapporti, in epoca etrusca, tra il territorio casentinese e l'Etruria Padana. L'ara ha subito diversi interventi di manutenzione, l'ultimo dei quali nel 2015. In posizione opposta all'altare doveva trovarsi l'antico tempio etrusco, con la facciata rivolta ad est, di cui oggi è possibile vedere solo una porzione della monumentale scala del podio dietro ai resti dell'abside di sinistra della chiesa. Nell'area sono stati rinvenuti reperti che ci informano come il santuario sia stato frequentato almeno dal V al II sec. A.C.

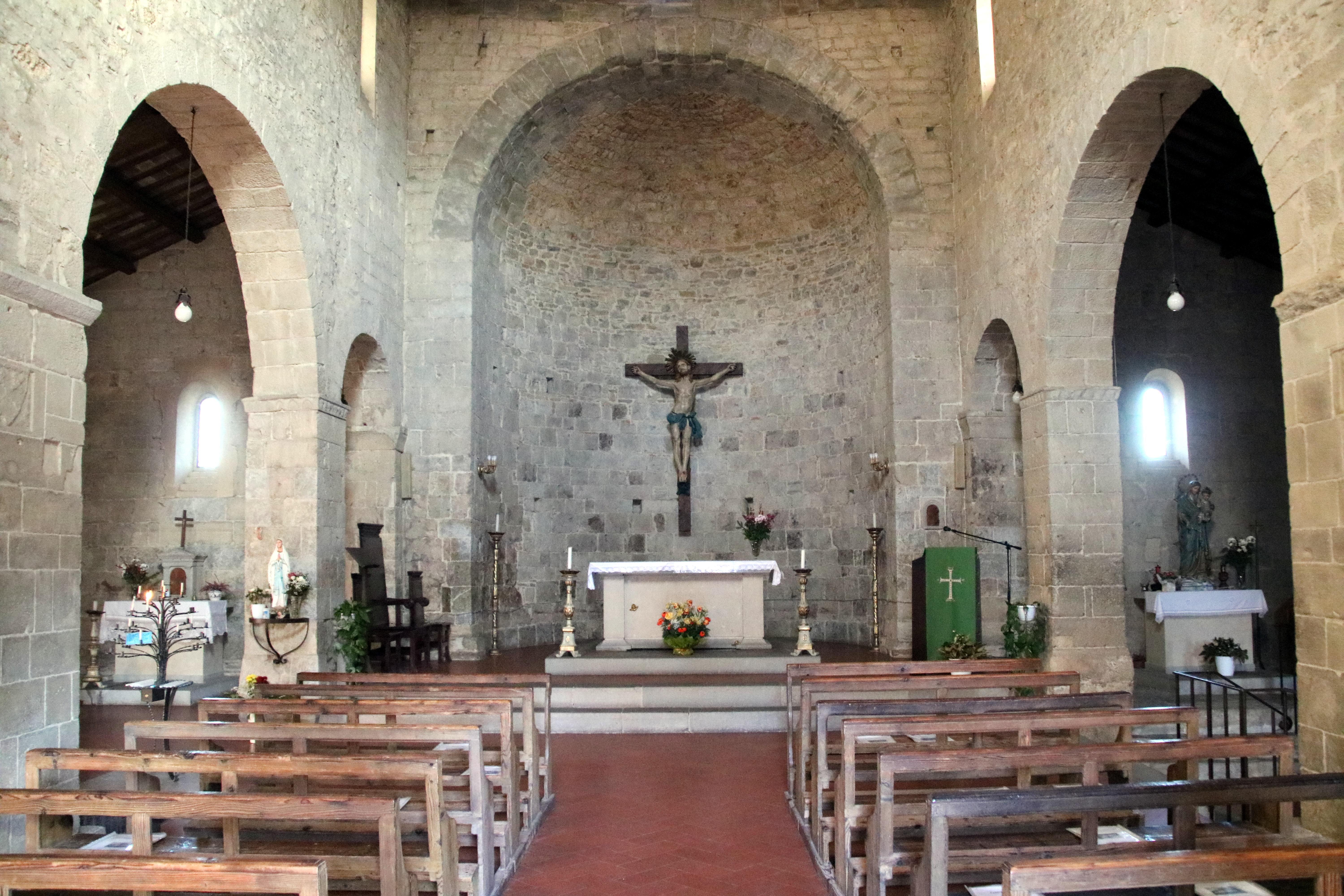
Pieve di Sant'Antonino a Socana (Castel Focognano), interno.

La chiesa è documentata a partire dall'anno 1004, e negli scavi del 1968-1970 si sono trovati i resti della chiesa dell'XI secolo sotto la pavimentazione dell'attuale: essa era stata costruita con orientamento opposto al santuario etrusco ed aveva la stessa pianta a tre navate ma divisa da colonne ed aveva tre absidi. Di questa fase rimane il campanile, eccettuata la cella campanaria, che nella struttura cilindrica percorsa da lesene mostra la derivazione da esempi ravennati-adriatici. Il presente, secondo edificio, databile ai due secoli successivi, fu quindi semplificato in pianta con l'eliminazione delle due absidi laterali.  L'esterno della chiesa mostra l'esito di molte trasformazioni: la facciata a salienti risale infatti al XVI secolo, e testimonia che la chiesa fu ridotta di oltre la metà della primitiva lunghezza, oggi limitata a tre campate delle sei originarie. La struttura originaria a tre navate è quindi parzialmente visibile all'interno: le prime due sono delimitate da arcate a tutto sesto sostenute da pilastri rettangolari, mentre la terza presenta pilastri quadrati, tutti decorati a intreccio o palmette, motivi desunti dal romanico lombardo. Accanto ai pilastri si vedono ancora le basi delle colonne della precedente chiesa. L'ultima campata, insieme alla grande abside, costruite in conci di alberese, è considerata la parte più antica della chiesa, risalente al XII - XIII secolo, mentre le due campate anteriori, realizzate in arenaria, furono costruite più tardi e sono datate tra la fine del XIII e la prima metà del XIV secolo.

## Galleria d'immagini

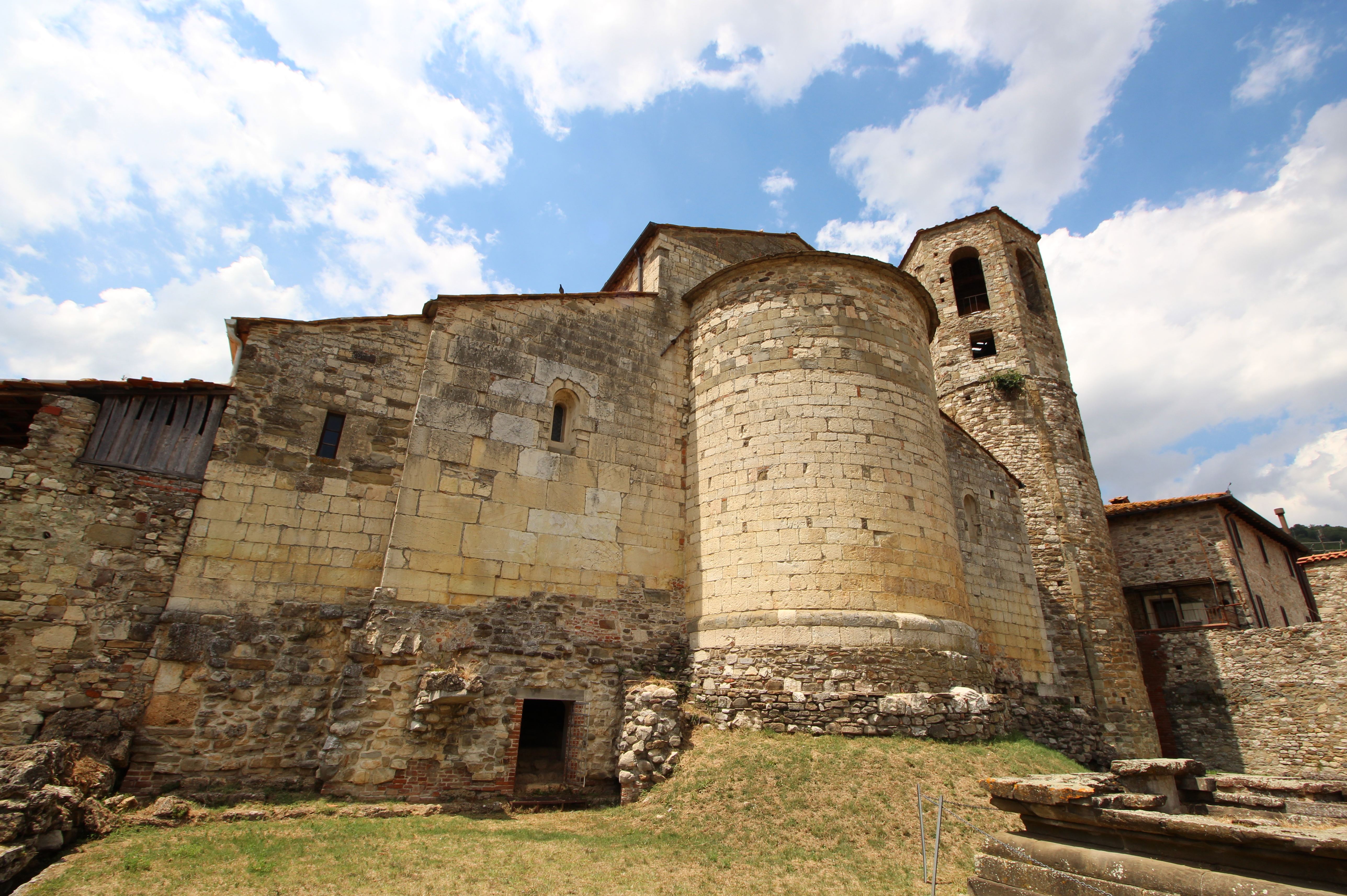
Abside
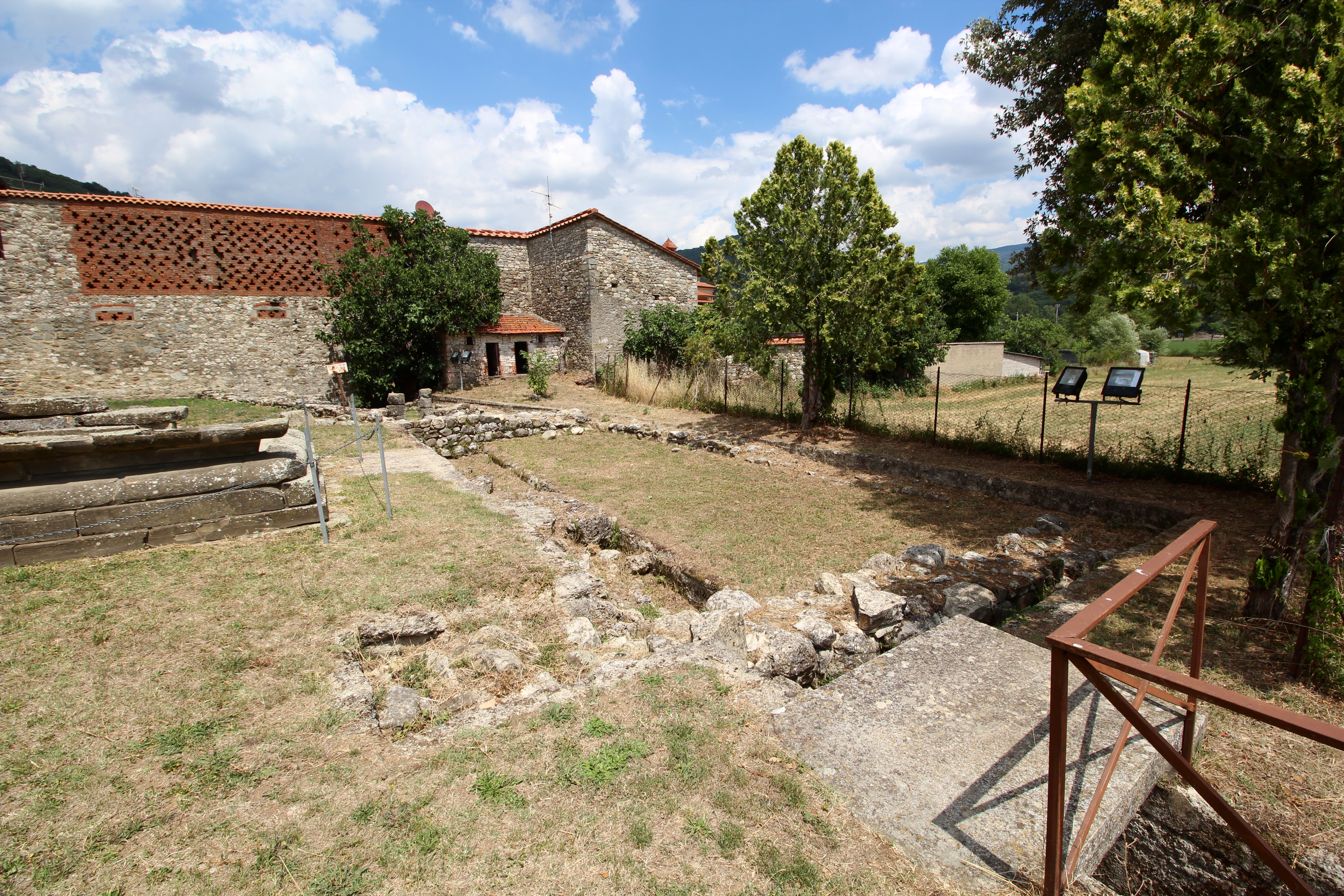
Scavi etruschi